# Tour de France 1995
Die 82. Tour de France fand vom 1. bis 23. Juli 1995 statt und führte dabei auf 20 Etappen über 3635 km. Es nahmen 189 Rennfahrer an der Rundfahrt teil, von denen 115 klassifiziert wurden.
1995 feierte Miguel Indurain seinen 5. und letzten Gesamtsieg bei der Tour. Im Vorfeld des Rennens wurden etliche Fahrer zu Mitfavoriten auf den Sieg gezählt. Es gab diverse Athleten, die als gute Berg- und Zeitfahrer gleichermaßen bekannt waren. Erneut zählte der Schweizer Tony Rominger, der zuvor den Giro d’Italia gewonnen hatte, dazu; ebenso sein Landsmann Alex Zülle, dazu Bjarne Riis, Jewgeni Bersin und Laurent Jalabert.

## Rennverlauf
Vielleicht war das der Grund für einen überraschenden vorzeitigen Angriff seitens des spanischen Vorjahressiegers. Auf der 7. Etappe, die durch die Ardennen führte, unternahm Indurain einen Ausreißversuch und konnte damit auf die Konkurrenz vorzeitig einen kleinen Vorsprung herausfahren. Einziger, der bei diesem Angriff folgen konnte, war Johan Bruyneel, der sich daraufhin als Etappensieger das Maillot Jaune anziehen konnte. Nach dem Einzelzeitfahren am darauffolgenden Tag war Indurain Gesamtführender in Gelb.
Aber bereits bei der anschließenden Etappe nach La Plagne kam diese Führung ernsthaft in Gefahr, als Alex Zülle in einem Alleingang durch die Alpen zeitweise mehrere Minuten voraus fuhr. Auf der 10. Etappe nach Alpe d’Huez bezwang Marco Pantani den finalen Anstieg von 13,8 Kilometern in der bis heute schnellsten, je gemessenen Zeit (36 Minuten und 50 Sekunden). Eine weitere Attacke hatten Indurain und seine Mannschaft Banesto auf der 12. Etappe abzuwehren, als Laurent Jalabert im Zentralmassiv davonfuhr. Auch er war während der Etappe zeitweise im Besitz des "virtuellen" Gelben Trikots, hatte also einen größeren Vorsprung vor dem Hauptfeld mit dem Leader als dieser in der Gesamtwertung vor ihm. Auch durch die Hilfe anderer Mannschaften, die ihrerseits eigene Interessen verfolgten, gelang es Indurain, seine Führung zu verteidigen.
Auf der Pyrenäenetappe nach Crêtes du Lys kam es dann zu dem tödlichen Unfall von Fabio Casartelli, der auf der Abfahrt vom Col de Portet-d’Aspet bei hohem Tempo zu Fall kam. Die Etappe gewann Richard Virenque im Alleingang, der seinen Jubel auf der Ziellinie damit erklärte, er hätte von dem tödlichen Unfall nichts erfahren. Die folgende Etappe wurde dann zur Trauerfahrt für den Verunglückten.
Die dann folgende 17. Etappe gewann Erik Zabel. Auf dem 18. Teilstück bildete sich früh eine Fluchtgruppe, aus der heraus dann Lance Armstrong wenige Kilometer vor dem Ziel attackierte. Er gewann die Etappe und reckte auf der Ziellinie in einer denkwürdigen Geste die Arme nach oben und zeigte deutlich sichtbar in den Himmel. „Fabio, dieser Sieg ist für dich!“ kommentierte dies Peter Woydt live auf Eurosport. Armstrong war Casartellis Teamkollege bei der Mannschaft Motorola.

## Etappen
| Etappen    | Tag      | Start–Ziel                             | km         | Etappensieger              | Gelbes Trikot    |
| ---------- | -------- | -------------------------------------- | ---------- | -------------------------- | ---------------- |
| Prolog     | 1. Juli  | Saint-Brieuc                           | 7,3 (EZF)  | Jacky Durand               | Jacky Durand     |
| 1. Etappe  | 2. Juli  | Dinan – Lannion                        | 233,5      | Fabio Baldato              | Jacky Durand     |
| 2. Etappe  | 3. Juli  | Perros-Guirec – Vitré                  | 235,5      | Mario Cipollini            | Laurent Jalabert |
| 3. Etappe  | 4. Juli  | Mayenne – Alençon                      | 67 (MZF)   | Gewiss-Ballan              | Laurent Jalabert |
| 4. Etappe  | 5. Juli  | Alençon – Le Havre                     | 162        | Mario Cipollini            | Ivan Gotti       |
| 5. Etappe  | 6. Juli  | Fécamp – Dunkerque                     | 261        | Jeroen Blijlevens          | Ivan Gotti       |
| 6. Etappe  | 7. Juli  | Dunkerque – Charleroi (BEL)            | 202        | Erik Zabel                 | Bjarne Riis      |
| 7. Etappe  | 8. Juli  | Charleroi (BEL) – Lüttich (BEL)        | 203        | Johan Bruyneel             | Johan Bruyneel   |
| 8. Etappe  | 9. Juli  | Huy (BEL) – Seraing (BEL)              | 54 (EZF)   | Miguel Indurain            | Miguel Indurain  |
| Ruhetag    |          |                                        |            |                            |                  |
| 9. Etappe  | 11. Juli | Le Grand-Bornand – La Plagne           | 160        | Alex Zülle                 | Miguel Indurain  |
| 10. Etappe | 12. Juli | Aime – L’Alpe d’Huez                   | 162,5      | Marco Pantani              | Miguel Indurain  |
| 11. Etappe | 13. Juli | Le Bourg-d’Oisans – Saint-Étienne      | 199        | Maximilian Sciandri        | Miguel Indurain  |
| 12. Etappe | 14. Juli | Saint-Étienne – Mende                  | 222,5      | Laurent Jalabert           | Miguel Indurain  |
| 13. Etappe | 15. Juli | Mende – Revel                          | 245        | Serhij Uschakow            | Miguel Indurain  |
| 14. Etappe | 16. Juli | Saint-Orens-de-Gameville – Guzet-Neige | 164        | Marco Pantani              | Miguel Indurain  |
| Ruhetag    |          |                                        |            |                            |                  |
| 15. Etappe | 18. Juli | Saint-Girons – Cauterets/Crêtes du Lys | 206        | Richard Virenque           | Miguel Indurain  |
| 16. Etappe | 19. Juli | Tarbes – Pau                           | –          | Etappe nicht gewertet 1    | Miguel Indurain  |
| 17. Etappe | 20. Juli | Pau – Bordeaux                         | 246        | Erik Zabel                 | Miguel Indurain  |
| 18. Etappe | 21. Juli | Montpon-Ménestérol – Limoges           | 166,5      | Lance Armstrong            | Miguel Indurain  |
| 19. Etappe | 22. Juli | Lac de Vassivière – Lac de Vassivière  | 46,5 (EZF) | Miguel Indurain            | Miguel Indurain  |
| 20. Etappe | 23. Juli | Sainte-Geneviève-des-Bois – Paris      | 155        | Dschamolidin Abduschaparow | Miguel Indurain  |

1 Die Fahrer funktionierten die Etappe zu einer Gedenkfahrt zu Ehren des am Vortag bei einem Massensturz tödlich verunglückten Fabio Casartelli um. Das Feld stoppte dann vor dem Ziel und ließ Casartellis Teamkameraden als erstes die Ziellinie überqueren. Sämtliche für diese Etappe ausgelobten Prämien wurden Casartellis Familie zur Verfügung gestellt.

## Ergebnisse

### Gesamtwertung
| \| Gesamtwertung \| Gesamtwertung \| Gesamtwertung \| Gesamtwertung \| Gesamtwertung \| \| Fahrer \| Fahrer \| Land \| Team \| Zeit \| \| ------------- \| -------------------- \| ------------- \| ---------------------------- \| ----------------- \| \| 1. \| Miguel Indurain \| Spanien \| Banesto \| 92 h 44 min 59 s \| \| 2. \| Alex Zülle \| Schweiz \| ONCE \| + 4 min 35 s \| \| 3. \| Bjarne Riis \| Dänemark \| Gewiss-Ballan \| + 6 min 47 s \| \| 4. \| Laurent Jalabert \| Frankreich \| ONCE \| + 8 min 24 s \| \| 5. \| Ivan Gotti \| Italien \| Gewiss-Ballan \| + 11 min 33 s \| \| 6. \| Melchor Mauri \| Spanien \| ONCE \| + 15 min 20 s \| \| 7. \| Fernando Escartín \| Spanien \| Mapei-GB-Latexco \| + 15 min 45 s \| \| 8. \| Tony Rominger \| Schweiz \| Mapei-GB-Latexco \| + 16 min 46 s \| \| 9. \| Richard Virenque \| Frankreich \| Festina-Lotus \| + 17 min 31 s \| \| 10. \| Hernán Buenahora \| Kolumbien \| Kelme-Sureña-Avianca \| + 18 min 50 s \| \| 11. \| Claudio Chiappucci \| Italien \| Carrera Jeans-Tassoni \| + 18 min 55 s \| \| 12. \| Laurent Madouas \| Frankreich \| Castorama \| + 20 min 37 s \| \| 13. \| Marco Pantani \| Italien \| Carrera Jeans-Tassoni \| + 26 min 20 s \| \| 14. \| Paolo Lanfranchi \| Italien \| Brescialat-Fago \| + 29 min 41 s \| \| 15. \| Bruno Cenghialta \| Italien \| Gewiss-Ballan \| + 29 min 55 s \| \| 16. \| Álvaro Mejía \| Kolumbien \| Motorola \| + 33 min 40 s \| \| 17. \| Bo Hamburger \| Dänemark \| TVM-Polis Direct \| + 34 min 49 s \| \| 18. \| Wjatscheslaw Jekimow \| Russland \| Novell \| + 39 min 51 s \| \| 19. \| Laurent Dufaux \| Schweiz \| Festina-Lotus \| + 45 min 55 s \| \| 20. \| Erik Breukink \| Niederlande \| ONCE \| + 47 min 27 s \| \| 21. \| Vicente Aparicio \| Spanien \| Banesto \| + 52 min 54 s \| \| 22. \| Jean-Cyril Robin \| Frankreich \| Festina-Lotus \| + 56 min 01 s \| \| 23. \| Arsenio González \| Spanien \| Mapei-GB-Latexco \| + 56 min 18 s \| \| 24. \| Federico Muñoz \| Kolumbien \| Kelme-Sureña-Avianca \| + 1 h 01 min 03 s \| \| 25. \| Wladimir Pulnikow \| Ukraine \| Deutsche Telekom-Merckx-Audi \| + 1 h 01 min 31 s \| |                      |             |                              |                   |
| |                      |             |                              |                   |
| Quelle: ProCyclingStats |                      |             |                              |                   |
| Gesamtwertung |                      |             |                              |                   |
| Fahrer | Fahrer               | Land        | Team                         | Zeit              |
| 1. | Miguel Indurain      | Spanien     | Banesto                      | 92 h 44 min 59 s  |
| 2. | Alex Zülle           | Schweiz     | ONCE                         | + 4 min 35 s      |
| 3. | Bjarne Riis          | Dänemark    | Gewiss-Ballan                | + 6 min 47 s      |
| 4. | Laurent Jalabert     | Frankreich  | ONCE                         | + 8 min 24 s      |
| 5. | Ivan Gotti           | Italien     | Gewiss-Ballan                | + 11 min 33 s     |
| 6. | Melchor Mauri        | Spanien     | ONCE                         | + 15 min 20 s     |
| 7. | Fernando Escartín    | Spanien     | Mapei-GB-Latexco             | + 15 min 45 s     |
| 8. | Tony Rominger        | Schweiz     | Mapei-GB-Latexco             | + 16 min 46 s     |
| 9. | Richard Virenque     | Frankreich  | Festina-Lotus                | + 17 min 31 s     |
| 10. | Hernán Buenahora     | Kolumbien   | Kelme-Sureña-Avianca         | + 18 min 50 s     |
| 11. | Claudio Chiappucci   | Italien     | Carrera Jeans-Tassoni        | + 18 min 55 s     |
| 12. | Laurent Madouas      | Frankreich  | Castorama                    | + 20 min 37 s     |
| 13. | Marco Pantani        | Italien     | Carrera Jeans-Tassoni        | + 26 min 20 s     |
| 14. | Paolo Lanfranchi     | Italien     | Brescialat-Fago              | + 29 min 41 s     |
| 15. | Bruno Cenghialta     | Italien     | Gewiss-Ballan                | + 29 min 55 s     |
| 16. | Álvaro Mejía         | Kolumbien   | Motorola                     | + 33 min 40 s     |
| 17. | Bo Hamburger         | Dänemark    | TVM-Polis Direct             | + 34 min 49 s     |
| 18. | Wjatscheslaw Jekimow | Russland    | Novell                       | + 39 min 51 s     |
| 19. | Laurent Dufaux       | Schweiz     | Festina-Lotus                | + 45 min 55 s     |
| 20. | Erik Breukink        | Niederlande | ONCE                         | + 47 min 27 s     |
| 21. | Vicente Aparicio     | Spanien     | Banesto                      | + 52 min 54 s     |
| 22. | Jean-Cyril Robin     | Frankreich  | Festina-Lotus                | + 56 min 01 s     |
| 23. | Arsenio González     | Spanien     | Mapei-GB-Latexco             | + 56 min 18 s     |
| 24. | Federico Muñoz       | Kolumbien   | Kelme-Sureña-Avianca         | + 1 h 01 min 03 s |
| 25. | Wladimir Pulnikow    | Ukraine     | Deutsche Telekom-Merckx-Audi | + 1 h 01 min 31 s |

### Punktewertung
| Punktewertung | Punktewertung              | Punktewertung          | Punktewertung                | Punktewertung |
| Fahrer        | Fahrer                     | Land                   | Team                         | Punkte        |
| ------------- | -------------------------- | ---------------------- | ---------------------------- | ------------- |
| 1.            | Laurent Jalabert           | Frankreich             | ONCE                         | 333 P.        |
| 2.            | Dschamolidin Abduschaparow | Usbekistan             | Novell                       | 271 P.        |
| 3.            | Miguel Indurain            | Spanien                | Banesto                      | 180 P.        |
| 4.            | Bjarne Riis                | Dänemark               | Gewiss-Ballan                | 175 P.        |
| 5.            | Erik Zabel                 | Deutschland            | Deutsche Telekom-Merckx-Audi | 168 P.        |
| 6.            | Giovanni Lombardi          | Italien                | Polti-Granarolo-Santini      | 144 P.        |
| 7.            | Bo Hamburger               | Dänemark               | TVM-Polis Direct             | 103 P.        |
| 8.            | Maximilian Sciandri        | Vereinigtes Königreich | MG Boys Maglificio-Technogym | 102 P.        |
| 9.            | Andrea Ferrigato           | Italien                | ZG Mobili-Selle Italia       | 97 P.         |
| 10.           | Andreï Tchmil              | Ukraine                | Lotto-Isoglass               | 95 P.         |

### Bergwertung
| Bergwertung | Bergwertung        | Bergwertung | Bergwertung           | Bergwertung |
| Fahrer      | Fahrer             | Land        | Team                  | Punkte      |
| ----------- | ------------------ | ----------- | --------------------- | ----------- |
| 1.          | Richard Virenque   | Frankreich  | Festina-Lotus         | 438 P.      |
| 2.          | Claudio Chiappucci | Italien     | Carrera Jeans-Tassoni | 214 P.      |
| 3.          | Alex Zülle         | Schweiz     | ONCE                  | 205 P.      |
| 4.          | Miguel Indurain    | Spanien     | Banesto               | 198 P.      |
| 5.          | Hernán Buenahora   | Kolumbien   | Kelme-Sureña-Avianca  | 177 P.      |
| 6.          | Marco Pantani      | Italien     | Carrera Jeans-Tassoni | 142 P.      |
| 7.          | Laurent Dufaux     | Schweiz     | Festina-Lotus         | 132 P.      |
| 8.          | Fernando Escartín  | Spanien     | Mapei-GB-Latexco      | 121 P.      |
| 9.          | Laurent Brochard   | Frankreich  | Festina-Lotus         | 104 P.      |
| 10.         | Federico Muñoz     | Kolumbien   | Kelme-Sureña-Avianca  | 101 P.      |

### Nachwuchswertung
| Nachwuchswertung | Nachwuchswertung | Nachwuchswertung   | Nachwuchswertung        | Nachwuchswertung  |
| Fahrer           | Fahrer           | Land               | Team                    | Zeit              |
| ---------------- | ---------------- | ------------------ | ----------------------- | ----------------- |
| 1.               | Marco Pantani    | Italien            | Carrera Jeans-Tassoni   | 93 h 11 min 19 s  |
| 2.               | Bo Hamburger     | Dänemark           | TVM-Polis Direct        | + 8 min 29 s      |
| 3.               | Beat Zberg       | Schweiz            | Carrera Jeans-Tassoni   | + 40 min 48 s     |
| 4.               | Lance Armstrong  | Vereinigte Staaten | Motorola                | + 1 h 01 min 46 s |
| 5.               | Georg Totschnig  | Österreich         | Polti-Granarolo-Santini | + 1 h 03 min 27 s |
| 6.               | Andrea Peron     | Italien            | Motorola                | + 1 h 15 min 58 s |
| 7.               | Gabriele Colombo | Italien            | Gewiss-Ballan           | + 1 h 30 min 54 s |
| 8.               | Didier Rous      | Frankreich         | Gan                     | + 1 h 41 min 19 s |
| 9.               | Erik Dekker      | Niederlande        | Novell                  | + 2 h 12 min 08 s |
| 10.              | Marco Milesi     | Italien            | Brescialat-Fago         | + 2 h 27 min 50 s |

### Mannschaftswertung
| Mannschaftswertung | Mannschaftswertung    | Mannschaftswertung | Mannschaftswertung |
| Team               | Team                  | Land               | Zeit               |
| ------------------ | --------------------- | ------------------ | ------------------ |
| 1.                 | ONCE                  | Spanien            | 278 h 29 min 35 s  |
| 2.                 | Gewiss-Ballan         | Italien            | + 13 min 23 s      |
| 3.                 | Mapei-GB-Latexco      | Italien            | + 55 min 53 s      |
| 4.                 | Festina-Lotus         | Frankreich         | + 1 h 17 min 05 s  |
| 5.                 | Carrera Jeans-Tassoni | Italien            | + 1 h 23 min 31 s  |
| 6.                 | Banesto               | Spanien            | + 1 h 54 min 11 s  |
| 7.                 | Kelme-Sureña-Avianca  | Spanien            | + 2 h 01 min 09 s  |
| 8.                 | Castorama             | Frankreich         | + 3 h 03 min 39 s  |
| 9.                 | Motorola              | Vereinigte Staaten | + 3 h 17 min 31 s  |
| 10.                | Brescialat-Fago       | Italien            | + 3 h 28 min 02 s  |

### Kämpferischster Fahrer
| Kämpferischster Fahrer | Kämpferischster Fahrer | Kämpferischster Fahrer | Kämpferischster Fahrer | Kämpferischster Fahrer |
| Fahrer                 | Fahrer                 | Land                   | Team                   | Punkte                 |
| ---------------------- | ---------------------- | ---------------------- | ---------------------- | ---------------------- |
| 1.                     | Hernán Buenahora       | Kolumbien              | Kelme-Sureña-Avianca   | 38 P.                  |
| 2.                     | Richard Virenque       | Frankreich             | Festina-Lotus          | 30 P.                  |
| 3.                     | Laurent Jalabert       | Frankreich             | ONCE                   | 30 P.                  |

## Teams und Fahrer
| Nr. | Land       | Name                   | Platz |
| --- | ---------- | ---------------------- | ----- |
| 1   | Spanien    | Miguel Indurain        | 1     |
| 2   | Spanien    | Marino Alonso          | 78    |
| 3   | Spanien    | Vicente Aparicio       | 21    |
| 4   | Frankreich | Thomas Davy            | 80    |
| 5   | Spanien    | Aitor Garmendia        | 95    |
| 6   | Spanien    | Ramón González Arrieta | 40    |
| 7   | Spanien    | Carmelo Miranda        | 57    |
| 8   | Frankreich | Gérard Rué             | 41    |
| 9   | Spanien    | José Ramón Uriarte     | 69    |

| Nr. | Land     | Name               | Platz |
| --- | -------- | ------------------ | ----- |
| 11  | Russland | Jewgeni Bersin     | A 10. |
| 12  | Italien  | Guido Bontempi     | 89    |
| 13  | Italien  | Dario Bottaro      | 79    |
| 14  | Italien  | Bruno Cenghialta   | 15    |
| 15  | Italien  | Gabriele Colombo   | 51    |
| 16  | Italien  | Francesco Frattini | 77    |
| 17  | Italien  | Ivan Gotti         | 5     |
| 18  | Danemark | Bjarne Riis        | 3     |
| 19  | Italien  | Alberto Volpi      | 65    |

| Nr. | Land           | Name                 | Platz |
| --- | -------------- | -------------------- | ----- |
| 21  | Italien        | Marco Pantani        | 13    |
| 22  | Italien        | Sergio Barbero       | A 16. |
| 23  | Italien        | Alessandro Bertolini | A 10. |
| 24  | Italien        | Claudio Chiappucci   | 11    |
| 25  | Italien        | Mario Chiesa         | A 10. |
| 26  | Italien        | Marcello Siboni      | 84    |
| 27  | Venezuela 1954 | Leonardo Sierra      | 50    |
| 28  | Italien        | Enrico Zaina         | 42    |
| 29  | Schweiz        | Beat Zberg           | 29    |

| Nr. | Land       | Name              | Platz |
| --- | ---------- | ----------------- | ----- |
| 31  | Polen      | Zenon Jaskuła     | 46    |
| 32  | Italien    | Mauro Bettin      | 99    |
| 33  | Italien    | Giuseppe Citterio | A 4.  |
| 34  | Frankreich | René Foucachon    | ZÜ 3. |
| 35  | Italien    | Gianluca Gorini   | 110   |
| 36  | Russland   | Dmitri Konyschew  | A 12. |
| 37  | Frankreich | Dante Rezze       | A 15. |
| 38  | Italien    | Gilberto Simoni   | A 13. |
| 39  | Italien    | Denis Zanette     | A 11. |

| Nr. | Land    | Name                     | Platz |
| --- | ------- | ------------------------ | ----- |
| 41  | Schweiz | Tony Rominger            | 8     |
| 42  | Belgien | Carlo Bomans             | ZÜ 9. |
| 43  | Italien | Gianluca Bortolami       | A 18. |
| 44  | Spanien | Fernando Escartín        | 7     |
| 45  | Spanien | Arsenio González         | 23    |
| 46  | Spanien | Francisco Javier Mauleón | A 10. |
| 47  | Belgien | Johan Museeuw            | 73    |
| 48  | Belgien | Wilfried Peeters         | 88    |
| 49  | Italien | Andrea Tafi              | 39    |

| Nr. | Land       | Name             | Platz |
| --- | ---------- | ---------------- | ----- |
| 51  | Frankreich | Richard Virenque | 9     |
| 52  | Italien    | Bruno Boscardin  | A 15. |
| 53  | Frankreich | Laurent Brochard | 28    |
| 54  | Schweiz    | Laurent Dufaux   | 19    |
| 55  | Frankreich | Pascal Hervé     | NA 6. |
| 56  | Australien | Stephen Hodge    | 64    |
| 57  | Schweiz    | Fabian Jeker     | 68    |
| 58  | Danemark   | Lars Michaelsen  | ZÜ 3. |
| 59  | Frankreich | Jean-Cyril Robin | 22    |

| Nr. | Land        | Name                     | Platz |
| --- | ----------- | ------------------------ | ----- |
| 61  | Frankreich  | Laurent Jalabert         | 4     |
| 62  | Niederlande | Erik Breukink            | 20    |
| 63  | Belgien     | Johan Bruyneel           | 31    |
| 64  | Spanien     | Herminio Díaz Zabala     | 35    |
| 65  | Spanien     | Melchor Mauri            | 6     |
| 66  | Spanien     | Luis María Díaz De Otazu | ZÜ 3. |
| 67  | Spanien     | Mariano Rojas            | A 15. |
| 68  | Australien  | Neil Stephens            | 60    |
| 69  | Schweiz     | Alex Zülle               | 2     |

| Nr. | Land       | Name                   | Platz |
| --- | ---------- | ---------------------- | ----- |
| 71  | Italien    | Maurizio Fondriest     | A 10. |
| 72  | Italien    | Wladimir Belli         | A 15. |
| 73  | Italien    | Roberto Conti          | A 2.  |
| 74  | Italien    | Alessio Galletti       | 83    |
| 75  | Ukraine    | Oleksandr Hontschenkow | 96    |
| 76  | Italien    | Davide Perona          | 81    |
| 77  | Italien    | Marco Serpellini       | 111   |
| 78  | Tschechien | Ján Svorada            | ZÜ 9. |
| 79  | Russland   | Pawel Tonkow           | A 13. |

| Nr. | Land                   | Name                | Platz  |
| --- | ---------------------- | ------------------- | ------ |
| 81  | Vereinigtes Konigreich | Chris Boardman      | A Pr.  |
| 82  | Frankreich             | Christophe Capelle  | ZÜ 15. |
| 83  | Frankreich             | Thierry Gouvenou    | ZÜ 9.  |
| 84  | Frankreich             | Pascal Lance        | ZÜ 9.  |
| 85  | Frankreich             | Yvon Ledanois       | 30     |
| 86  | Frankreich             | François Lemarchand | 92     |
| 87  | Frankreich             | Francis Moreau      | ZÜ 15. |
| 88  | Frankreich             | Didier Rous         | 55     |
| 89  | Frankreich             | Eddy Seigneur       | A 2.   |

| Nr. | Land        | Name              | Platz |
| --- | ----------- | ----------------- | ----- |
| 91  | Osterreich  | Georg Totschnig   | 37    |
| 92  | Deutschland | Dirk Baldinger    | A 15. |
| 93  | Frankreich  | Éric Boyer        | A 16. |
| 94  | Italien     | Rossano Brasi     | 102   |
| 95  | Italien     | Giovanni Fidanza  | 108   |
| 96  | Italien     | Giovanni Lombardi | 103   |
| 97  | Ukraine     | Serhij Uschakow   | 74    |
| 98  | Italien     | Oscar Pellicioli  | 32    |
| 99  | Italien     | Mario Scirea      | 98    |

| Nr. | Land      | Name                | Platz  |
| --- | --------- | ------------------- | ------ |
| 101 | Spanien   | Laudelino Cubino    | 27     |
| 102 | Kolumbien | Julio César Aguirre | A 15.  |
| 103 | Kolumbien | Hernán Buenahora    | 10     |
| 104 | Spanien   | Francisco Cabello   | ZÜ 8.  |
| 105 | Kolumbien | Ángel Camargo       | A 15.  |
| 106 | Kolumbien | Héctor Castaño      | A 18.  |
| 107 | Spanien   | Ángel Edo           | ZÜ 10. |
| 108 | Kolumbien | Federico Muñoz      | 24     |
| 109 | Spanien   | José Ángel Vidal    | 93     |

| Nr. | Land                   | Name             | Platz |
| --- | ---------------------- | ---------------- | ----- |
| 111 | Vereinigte Staaten     | Lance Armstrong  | 36    |
| 112 | Vereinigte Staaten     | Frankie Andreu   | 82    |
| 113 | Kanada                 | Steve Bauer      | 101   |
| 114 | Italien                | Fabio Casartelli | † 15. |
| 115 | Kolumbien              | Álvaro Mejía     | 16    |
| 116 | Lettland               | Kaspars Ozers    | ZÜ 3. |
| 117 | Italien                | Andrea Peron     | 44    |
| 118 | Neuseeland             | Stephen Swart    | 109   |
| 119 | Vereinigtes Konigreich | Sean Yates       | A 13. |

| Nr. | Land        | Name               | Platz |
| --- | ----------- | ------------------ | ----- |
| 121 | Danemark    | Bo Hamburger       | 17    |
| 122 | Niederlande | Jeroen Blijlevens  | A 7.  |
| 123 | Niederlande | Maarten den Bakker | 52    |
| 124 | Niederlande | Tristan Hoffman    | A 12. |
| 125 | Niederlande | Jelle Nijdam       | A 9.  |
| 126 | Belgien     | Hendrik Redant     | A 4.  |
| 127 | Danemark    | Jesper Skibby      | 49    |
| 128 | Belgien     | Jim Van De Laer    | 76    |
| 129 | Niederlande | Bart Voskamp       | 113   |

| Nr. | Land    | Name              | Platz |
| --- | ------- | ----------------- | ----- |
| 131 | Ukraine | Andreï Tchmil     | 71    |
| 132 | Belgien | Mario De Clercq   | A 9.  |
| 133 | Belgien | Peter De Clercq   | ZÜ 9. |
| 134 | Belgien | Peter Farazijn    | 105   |
| 135 | Belgien | Herman Frison     | ZÜ 9. |
| 136 | Belgien | Sammie Moreels    | ZÜ 9. |
| 137 | Belgien | Wilfried Nelissen | A 5.  |
| 138 | Belgien | Marc Sergeant     | NA 4. |
| 139 | Belgien | Rudy Verdonck     | ZÜ 9. |

| Nr. | Land       | Name                 | Platz |
| --- | ---------- | -------------------- | ----- |
| 141 | Frankreich | Armand de Las Cuevas | 62    |
| 142 | Frankreich | Jacky Durand         | A 10. |
| 143 | Frankreich | Thierry Laurent      | A 13. |
| 144 | Frankreich | Laurent Madouas      | 12    |
| 145 | Frankreich | Emmanuel Magnien     | A 9.  |
| 146 | Frankreich | Thierry Marie        | 94    |
| 147 | Frankreich | François Simon       | 59    |
| 148 | Frankreich | Gilles Talmant       | 104   |
| 149 | Frankreich | Bruno Thibout        | A 12. |

| Nr. | Land                   | Name                | Platz |
| --- | ---------------------- | ------------------- | ----- |
| 151 | Italien                | Gianni Bugno        | 53    |
| 152 | Italien                | Fabio Baldato       | A 5.  |
| 153 | Italien                | Davide Cassani      | 112   |
| 154 | Italien                | Alberto Elli        | 33    |
| 155 | Schweiz                | Rolf Järmann        | 67    |
| 156 | Italien                | Nicola Loda         | 100   |
| 157 | Vereinigtes Konigreich | Maximilian Sciandri | 47    |
| 158 | Italien                | Flavio Vanzella     | 86    |
| 159 | Italien                | Franco Vona         | 48    |

| Nr. | Land        | Name                       | Platz |
| --- | ----------- | -------------------------- | ----- |
| 161 | Usbekistan  | Dschamolidin Abduschaparow | 56    |
| 162 | Niederlande | Eddy Bouwmans              | 45    |
| 163 | Niederlande | Erik Dekker                | 70    |
| 164 | Russland    | Wjatscheslaw Jekimow       | 18    |
| 165 | Niederlande | Frans Maassen              | 97    |
| 166 | Frankreich  | Frédéric Moncassin         | A 12. |
| 167 | Lettland    | Arvis Piziks               | 91    |
| 168 | Niederlande | Léon van Bon               | A 12. |
| 169 | Belgien     | Marc Wauters               | A 10. |

| Nr. | Land    | Name                | Platz  |
| --- | ------- | ------------------- | ------ |
| 171 | Italien | Mario Cipollini     | NA 10. |
| 172 | Italien | Massimo Donati      | 72     |
| 173 | Italien | Gian Matteo Fagnini | 107    |
| 174 | Italien | Rosario Fina        | A 3.   |
| 175 | Italien | Massimiliano Lelli  | 43     |
| 176 | Italien | Silvio Martinello   | A 9.   |
| 177 | Italien | Roberto Petito      | A 9.   |
| 178 | Italien | Eros Poli           | 114    |
| 179 | Italien | Antonio Politano    | A 10.  |

| Nr. | Land         | Name                  | Platz  |
| --- | ------------ | --------------------- | ------ |
| 181 | Mexiko       | Miguel Arroyo         | 61     |
| 182 | Frankreich   | Jean-François Bernard | 34     |
| 183 | Frankreich   | Jean-Pierre Bourgeot  | A 12.  |
| 184 | Frankreich   | Gilles Bouvard        | 63     |
| 185 | Frankreich   | Bruno Cornillet       | 115    |
| 186 | Frankreich   | Gilles Delion         | ZÜ 13. |
| 187 | Litauen 1989 | Artūras Kasputis      | 75     |
| 188 | Estland      | Jaan Kirsipuu         | ZÜ 7.  |
| 189 | Frankreich   | Christophe Mengin     | ZÜ 9.  |

| Nr. | Land    | Name              | Platz |
| --- | ------- | ----------------- | ----- |
| 191 | Italien | Massimo Podenzana | 26    |
| 192 | Italien | Fausto Dotti      | A 7.  |
| 193 | Italien | Paolo Lanfranchi  | 14    |
| 194 | Italien | Angelo Lecchi     | A 12. |
| 195 | Italien | Mario Manzoni     | A 4.  |
| 196 | Italien | Marco Milesi      | 85    |
| 197 | Italien | Giancarlo Perini  | 87    |
| 198 | Italien | Mauro Radaelli    | A 11. |
| 199 | Belgien | Eric Vanderaerden | A 10. |

| Nr. | Land        | Name               | Platz |
| --- | ----------- | ------------------ | ----- |
| 201 | Deutschland | Rolf Aldag         | 58    |
| 202 | Deutschland | Udo Bölts          | 38    |
| 203 | Deutschland | Jens Heppner       | 66    |
| 204 | Deutschland | Olaf Ludwig        | ZÜ 9. |
| 205 | Ukraine     | Wolodymyr Pulnikow | 25    |
| 206 | Deutschland | Erik Zabel         | 90    |
| 207 | Italien     | Stefano Colage     | 106   |
| 208 | Italien     | Andrea Ferrigato   | 54    |
| 209 | Kolumbien   | Nelson Rodríguez   | A 7.  |

A: Aufgabe während der Etappe, NA: nicht zur Etappe angetreten, S: suspendiert/ausgeschlossen, ZÜ: Zeitüberschreitung